# Wilkinson (motorfiets)
Wilkinson is een Brits historisch merk van motorfietsen.
De bedrijfsnaam was: The Cadagan Garage & Motor Co. Ltd., Chelsea, London (1904-1906), later Wilkinson-T.M.C. Co. Oakley Works en The Ogston Motor Co. Ltd., Ogston Works, Acton, London (1909-1916).

## Wilkinson-Antoine
The Cadagan Garage & Motor Co. leverde van 1904 tot 1906 motorfietsen onder de naam Wilkinson-Antoine. In feite de eerste vingeroefening van Wilkinson op motorfietsengebied. Er werden Belgische 2¼- en 2¾ pk Antoine-eencilindermotoren toegepast.

## Wilkinson TAC
Wilkinson was een Engelse wapenfabriek die het Britse leger van sabels en steekwapens voorzag, maar in 1909 begon met de bouw van een zeer bijzondere motorfiets. Eigenlijk was het een auto op twee wielen, met een auto-stuur en een luxe zetel. Bovendien lag er een 676 cc luchtgekoelde viercilinder-lijnmotor in en de machine werd TAC (Touring Auto Cycle) genoemd.

## Wilkonson TMC
Na verloop van tijd kwam er toch een gewoon stuur op, de cilinderinhoud werd vergroot tot 844 cc en het blok werd watergekoeld. Ook de naam veranderde in TMC (Touring Motor Cycle).
Wilkinson Sword hield het in 1916 voor gezien en concentreerde zich weer op wapens. Tegenwoordig kennen we het bedrijf nog van de scheermesjes. Er werden in totaal waarschijnlijk minder dan 250 motorfietsen gebouwd.

## Ogston
Wilkinson motorfietsen werden een tijdje (waarschijnlijk van 1911 tot 1913) onder de naam Ogston gebouwd.